# Àrees metropolitanes de Turquia
Les àrees metropolitanes de Turquia (en turc: büyükşehir belediyeleri, literalment "municipi metropolità") són entitats administratives locals que equivalen a les províncies (il). Hi ha 81 províncies a Turquia (ıl) de les quals 30 a més de ser províncies també són les àrees metropolitanes, ja que aquestes concentren el 70% de la població de Turquia. Dins dels límits de les àrees metropolitanes, hi ha més d'un districte-governació.(ılçe) i cada governació té un municipi que depèn de l'àrea metropolitana. De fet, dues àrees metropolitanes (Istanbul i Kocaeli) inclouen la província sencera. Les altres àrees metropolitanes inclouen una part de l'àrea provincial i la majoria de la població provincial.

## Llista d'àrees metropolitanes a Turquia
| Àrea metropolitana | Data d'establiment | Població (2013) | Població (2014) | Nombre de districtes |
| ------------------ | ------------------ | --------------- | --------------- | -------------------- |
| Adana              | 05.06.1986         | 2,149,160       | 2,165,595       | 15                   |
| Ankara             | 23.03.1984         | 5,045,083       | 5,152,072       | 25                   |
| Antalya            | 09.09.1993         | 2,158,265       | 2,222,562       | 19                   |
| Aydın              | 06.12.2012         | 1,020,957       | 1,041,579       | 17                   |
| Balıkesir          | 06.12.2012         | 1,162,761       | 1,189,057       | 20                   |
| Bursa              | 18.06.1986         | 2,740,970       | 2,787,539       | 17                   |
| Denizli            | 06.12.2012         | 963,464         | 978,700         | 19                   |
| Diyarbakır         | 09.09.1993         | 1,607,437       | 1,635,048       | 17                   |
| Erzurum            | 09.09.1993         | 766,729         | 763,320         | 20                   |
| Eskişehir          | 09.09.1993         | 799,724         | 812,320         | 14                   |
| Esmirna            | 23.03.1984         | 4,061,074       | 4,113,072       | 30                   |
| Gaziantep          | 20.06.1986         | 1,844,438       | 1,889,466       | 9                    |
| Hatay              | 06.12.2012         | 1,503,066       | 1,519,836       | 15                   |
| Istanbul           | 23.03.1984         | 14,160,467      | 14,377,018      | 39                   |
| Kahramanmaraş      | 06.12.2012         | 1,075,076       | 1,089,038       | 11                   |
| Kayseri            | 07.12.1988         | 1,295,355       | 1,322,376       | 16                   |
| Kocaeli            | 09.09.1993         | 1,676,202       | 1,722,795       | 12                   |
| Konya              | 20.06.1986         | 2,079,225       | 2,108,808       | 31                   |
| Malatya            | 06.12.2012         | 762,538         | 769,544         | 13                   |
| Manisa             | 06.12.2012         | 1,359,463       | 1,367,905       | 17                   |
| Mardin             | 06.12.2012         | 779,738         | 788,996         | 10                   |
| Mersin             | 09.09.1993         | 1,705,774       | 1,722,255       | 13                   |
| Muğla              | 06.12.2012         | 866,665         | 894,509         | 13                   |
| Ordu               | 14.03.2013         | 731,452         | 724,268         | 19                   |
| Sakarya            | 06.03.2000         | 917,373         | 932,706         | 16                   |
| Samsun             | 09.09.1993         | 1,261,810       | 1,269,989       | 17                   |
| Şanlıurfa          | 06.12.2012         | 1,801,980       | 1,845,667       | 13                   |
| Tekirdağ           | 06.12.2012         | 874,475         | 906,732         | 11                   |
| Trebisonda         | 06.12.2012         | 758,237         | 766,782         | 18                   |
| Van                | 06.12.2012         | 1,070,113       | 1,089,542       | 13                   |
| Total              | N/A                | 58,999,701      | 59,968,586      | 519                  |

Atès que la població total de Turquia és de 77.695.904, la població de les 30 províncies representa el 77% de la població del país.